# Saint-Martin (Meurthe-et-Moselle)
Saint-Martin é uma comuna francesa na região administrativa de Grande Leste, no departamento de Meurthe-et-Moselle. Estende-se por uma área de 4,87 km². Em 2010 a comuna tinha 59 habitantes (densidade: 12,1 hab./km²).